# Ted Kennedy
Edward Moore Kennedy, Sr. (22 tháng 2 năm 1932 – 25 tháng 8 năm 2009) là một thượng nghị sĩ Hoa Kỳ của tiểu bang Massachusetts và là đảng viên đảng Dân chủ. Ông được bầu vào thượng viện lần đầu vào tháng 11 năm 1962 và tổng cộng chín lần. Ông làm việc trong thượng viện được 46 năm. Tại thời điểm ông mất, ông là thành viên kỳ cựu thứ nhì của thượng viện và ông cũng là thượng nghị sĩ phục vụ thời gian dài thứ ba trong lịch sử Hoa Kỳ. Ông là con của Joseph P. Kennedy, là em trai của tổng thống thứ 35 của Hoa Kỳ John F. Kennedy và thượng nghị sĩ Hoa Kỳ của tiểu bang New York Robert F. Kennedy, cả hai người này đều bị ám sát, và là cha của Edward Moore Kennedy, Jr. và Patrick J. Kennedy.

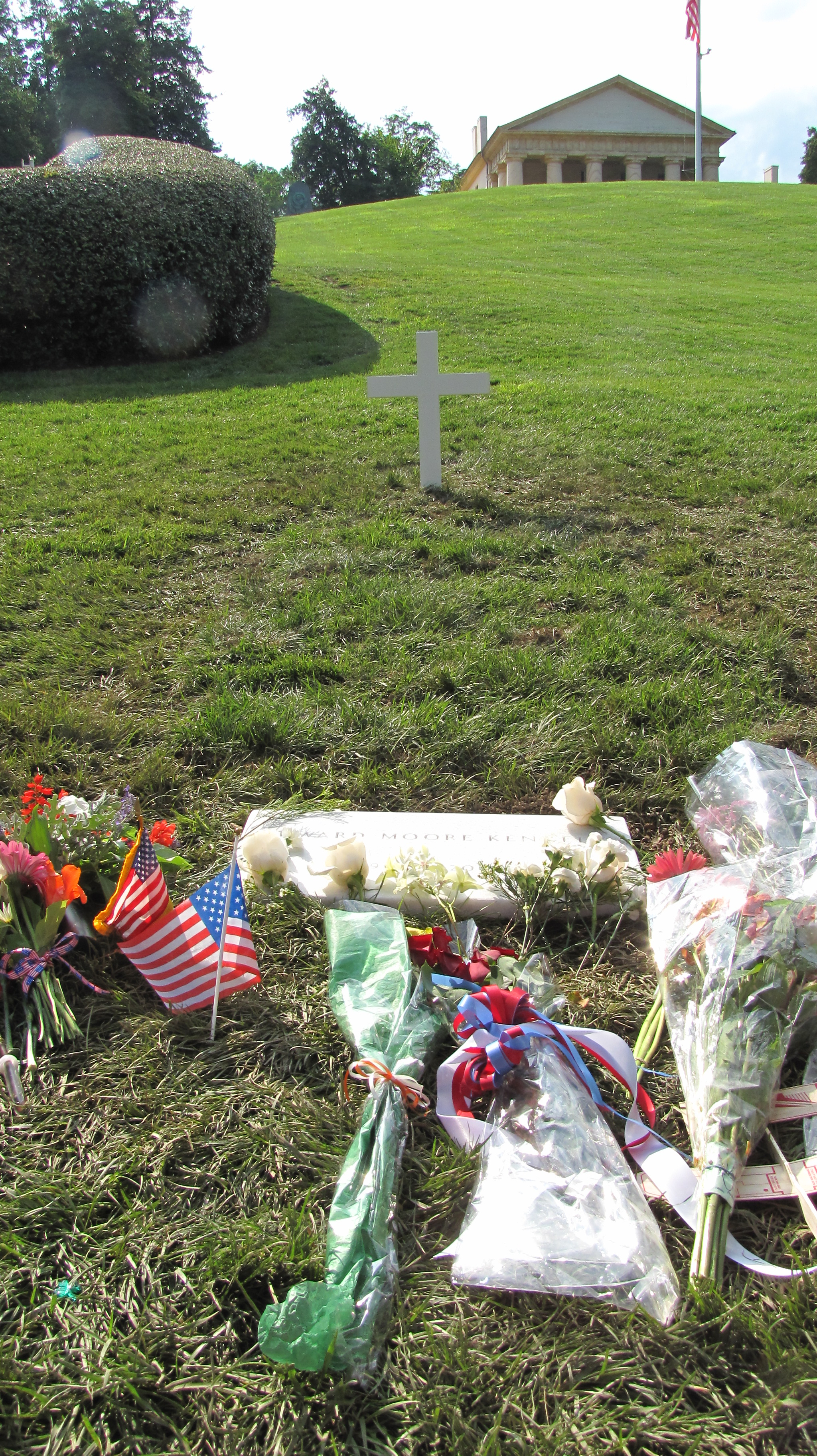
Tại nghĩa trang quốc gia Arlington